# Хромска губа
Хромска губа (на руски: Хромская губа) е залив (губа) в югозападната част Източносибирско море, в северната част на Якутия, Русия.
Вдава се в сушата на 100 km, ширина във входа 5 km, най-голяма 20 km, дълбочина под 1 m. Бреговете ѝ са ниски. В нея се вливат реките Хрома, Кокуора и др. Голяма част от годината е покрит с ледове.